# Années 1790
Les années 1790 couvrent la période de 1790 à 1799. Cette décennie est marquée par des révolutions politiques et sociales majeures.

## Événements
- 1788-1791 : invasion du Tibet par les Gurkhas du Népal. Ils sont chassés par un corps expéditionnaire chinois en 1792[1].
- 1789-1799 : Révolution française, période de bouleversements sociaux et politiques en France, dans ses colonies et en Europe entre l'ouverture des États généraux et le coup d'État de Napoléon Bonaparte[2].
- Vers 1790 : en Afrique australe, formation des confédérations mthethwa (Dingiswayo), ndwandwe (Zwide) et ngwane (Sobhuza). Les trois chefs se disputent la suprématie[3].
- 1791 :
  - Constitution polonaise du 3 mai 1791[4].
  - mort de John Wesley ; le méthodisme se sépare progressivement de l’obédience anglicane et se propage parmi les humbles (1784). Les Églises méthodistes britanniques et américaines comptent 150 000 fidèles en 1791. En Grande-Bretagne, le nombre de sociétaires, largement recrutés sur les nouveaux milieux urbains, est passé de 25 911 en 1767 à 72 476. On pense qu’il faut multiplier par cinq ou par dix le nombre des fidèles sensibles à la prédication méthodiste sans pour autant entrer dans une société[5].
- 1791-1804 : révolution haïtienne[6].
- 1792-1802 : guerres de la Révolution française[2].
- 1792-1795 : les deuxième et troisième partages de la Pologne entrainent la disparition de la république des Deux Nations au profit de l'Empire russe, du royaume de Prusse et l'empire d'Autriche[4].
- 1793-1815 : reprise de la course algérienne à la faveur des guerres de la Révolution et de l’Empire[7].
- 1794 :
  - abolition de l'esclavage dans les colonies françaises[8].
  - institution du culte de l'Être suprême en France[2].
- 1795 : Nicolas Appert met au point une méthode de conservation des aliments par cuisson au bain-marie à l’abri de l’air, dans des bocaux de verre, l’appertisation[9].
- 1795-1796 : occupation par le Royaume-Uni du Cap (1795-1803), de Malacca, Sumatra, Bornéo et Ceylan à la suite de la conquête des Pays-Bas par la France[10].
- 1796-1797 : campagne d'Italie. En 1797, le traité de Campo-Formio met fin à la guerre de la première coalition contre la France[2].
- 1798-1801 : campagne d'Égypte[2].
- 1798-1802 : guerre de la deuxième coalition ; les armées françaises sont repoussées en Italie, en Allemagne et de la majeure partie de la Suisse, tandis qu'une armée anglo-russe débarque en République batave (1788) ; Bonaparte mène une nouvelle campagne en Italie ; sa victoire à Marengo (1800) aboutit à la paix de Lunéville avec l'Autriche en 1801[2].

## Personnages significatifs
- Louis XVI
- Georges Danton
- Maximilien de Robespierre
- Marquis de La Fayette
- Paul Barras
- Napoléon Bonaparte
- Léopold II du Saint-Empire
- François II du Saint-Empire
- William Pitt le Jeune
- George Washington
- John Adams
- Catherine II
- Paul Ier
- Frédéric-Guillaume II de Prusse
- Charles IV d'Espagne
- Pie VI
- Qianlong
- Ludwig van Beethoven